# Un inconnu dans mon lit
Un inconnu dans mon lit (Stranger in My Bed) est un téléfilm canadien réalisé par George Erschbamer et diffusé aux États-Unis le 29 août 2005 sur Lifetime.

## Synopsis
En apparence, le couple de Sara et Ryan est parfaitement heureux. En apparence seulement, car en réalité, Ryan, possessif et violent, fait vivre un véritable enfer à la pauvre Sara. Un jour, désespérée, elle décide d'orchestrer sa propre disparition. Elle fait croire à un accident de spéléologie. Mais Ryan découvre la supercherie.

## Fiche technique
- Titre original : Stranger in My Bed
- Réalisation : George Erschbamer
- Scénario : Jeffrey Barmash, George Erschbamer et Barbara Fixx
- Société de production : Insight Film Studios
- Durée : 90 minutes
- Pays :  Canada

## Distribution
- Jamie Luner (VF : Gaëlle Savary) : Sara Hansen / Julie Nichols
- Chris Kramer (VF : David Kruger) : Ryan Hansen
- Ivan Cermak (VF : Serge Faliu) : Brad
- Barbara Fixx (VF : Margot Faure) : Karen
- Alistair Abell (en) : Pete Tobler
- Barbara Niven (VF : Françoise Cadol) : Christine
- Kwesi Ameyaw : Shérif
- Sean Carey : Serveur
- Paralee Cook : Infirmière
- Agam Darshi : Réceptionniste d'hôtel
- L. Harvey Gold : Jay Logan
- John Hainsworth : Fermier

Sources VF : Carton de doublage TMC